# Soldat Kelly
Soldat Kelly (Originaltitel: Cadet Kelly) ist eine US-amerikanisch-kanadische Filmkomödie aus dem Jahr 2002. Regie führte Larry Shaw, das Drehbuch schrieben Gail Parent und Michael Walsh.

## Handlung
Die geschiedene Mutter der Schülerin Kelly Collins heiratet den General Joe Maxwell, der zum Leiter einer Militärakademie wird. Kelly besucht diese Schule – die einzige in der Umgebung. Sie hat Probleme mit der Disziplin und wird deswegen bestraft.
Die Schule nimmt an einem Wettbewerb im Exerzieren teil. Kelly unterbricht zeitweise ihre Teilnahme, um ihren auf dem Weg zum Wettbewerb verletzten biologischen Vater zu retten, der sie mit seinem Handy anruft. Ihre Mannschaft gewinnt trotzdem den zweiten Platz.

## Kritiken
David Nusair schrieb auf Reel Film Reviews, der Film erzähle eine „außerordentlich vorhersehbare“ und „äußerst routinemässige“ Geschichte. Gary Cole biete eine „einnehmende und charismatische“ Darstellung, der Film sei jedoch für Tweens bestimmt, weswegen dem Drehbuch Nuancen und Raffinesse fehlen würden. Junge Mädchen würden Gefallen am „draufgängerischen, beherzten“ Spiel von Hilary Duff finden.
Film-Dienst schrieb, der Film sei eine „Erziehungshilfe aus dem Hause Disney“. Er wolle „sich in komödiantischer Form gegen die zunehmende Verantwortungslosigkeit der amerikanischen Jugend stemmen“ und propagiere „fragwürdige Mittel“.

## Synchronisation
| Rolle           | Darsteller             | Dt. Synchronsprecher |
| --------------- | ---------------------- | -------------------- |
| Kelly Collins   | Hilary Duff            | Ilona Brokowski      |
| Jennifer        | Christy Carlson Romano | Manja Doering        |
| Sir Joe Maxwell | Gary Cole              | Reinhard Kuhnert     |
| Brad            | Shawn Ashmore          | Timmo Niesner        |
| Adam            | Nigel Hamer            | Uwe Büschken         |

## Hintergründe
Der für The Walt Disney Company produzierte Film wurde in Toronto gedreht. Die Erstausstrahlung im US-amerikanischen Fernsehen fand am 8. März 2002 statt. In Deutschland wurde der Film im August 2005 zuerst auf DVD veröffentlicht.